# القيم (أفلح الشام)

تعديل مصدري - تعديل

القيم هي إحدى قرى عزلة بني الحارث بمديرية أفلح الشام التابعة لمحافظة حجة، بلغ تعداد سكانها 236 نسمة حسب تعداد اليمن لعام 2004.